# Casa Josep Fiol
La Casa Josep Fiol és un edifici de Barcelona inclòs a l'Inventari del Patrimoni Arquitectònic de Catalunya.

## Descripció
La Casa Josep Fiol està ubicada a l'illa del districte de l'Eixample delimitada pel passeig Sant Joan i els carrers de Diputació, Consell de Cent i Balièn.
La façana principal afronta al passeig de Sant Joan, on es troba el seu únic accés. És un edifici d'habitatges entre mitgeres de planta rectangular que consta d'una planta baixa, un principal i quatre plantes pis. L'entrada des del carrer dona pas a una zona de vestíbul que conté l'escala comunitària d'accés als immobles superiors.
La façana té una composició d'obertures de cinc mòduls verticals dels quals el central és més ample. Disposa d'una tribuna vidriada de pedra que abraça l'amplada de tres mòduls en primera planta i el central en la segona. La resta de plantes disposen d'uns balcons individuals de llosana lobulada i barana metàl·lica. L'última planta, a diferència de les altres, disposa d'un balcó corregut en els tres mòduls centrals formant un contrapunt de les línies verticals formades per pilastres adossades flanquejant els mòduls laterals.
Aquestes pilastres recorren tota l'alçada de les plantes pis i suporten visualment les dues torres-mirador que s'alcen tota una planta per sobre de la coberta de l'edifici.
S'han de destacar l'ampli ventall d'elements arquitectònics utilitzats en la façana com són el frontó abarrocat que corona la tribuna central, els dos frontons de les torres-mirador i tots els diferents tipus de columnes que els suporten.
Són ressenyables els esgrafiats dels mòduls centrals, el cercle que forma a mode d'orla per sobre de la tribuna central i les abarrocades mènsules de suport de la tribuna.
La coberta és plana amb terrat del qual surt un àtic prudencialment retirat de la façana.
Artísticament cal destacar la intensa decoració dels elements de façana com són l'arc de la porta principal, les mènsules i els emmarcaments de les obertures. També són notables les reixes de ferro forjat de les baranes dels balcons.
A l'interior encara s'hi troben alguns elements originals com els cassetonats del sostre o els revestiments decoratius però han patit importants refaccions.
L'edifici es considera eclecticista, a jutjar per la combinació d'influències estilístiques que es troben en els elements arquitectònics i el seu ornament. Es combinen de forma lliure estils com el barroc, els modernisme i influències orientals, entre d'altres.